# Movimiento de Gülen
El movimiento de Gülen es un movimiento islámico turco dirigido por el clérigo Fethullah Gülen, que reside  en Pensilvania, Estados Unidos, desde 1999. El movimiento no tiene nombre oficial pero sus seguidores se refieren normalmente a él como Hizmet ("el Servicio") y la opinión pública en general en Turquía le llama Cemaat ("la Asamblea/Comunidad"). Su organización más grande es la “Alianza para los Valores Compartidos”.
El gobierno turco del Partido de la Justicia y el Desarrollo (Turquía), anteriormente aliado de Gülen, ha designado el movimiento como organización terrorista bajo el nombre Organización de Terror Gulenista (Fetullahçı Terör Örgütü, FETÖ) u Organización Estatal Paralela (Paralel Devlet Yapılanması, PDY) desde el 11 de diciembre de 2015 y lo ha acusado de intentar infiltrarse en el Estado turco y derrocar al gobierno durante un intento de golpe fallido en 2016.
El movimiento ha atraído a seguidores y críticos en Turquía, Asia Central y otras partes del mundo. Es activo en temas educativos en colegios privados y universidades en más de 180 países, así como en muchas escuelas subvencionadas estadounidenses operadas por sus seguidores. El movimiento niega que las escuelas subvencionadas tengan una afiliación directa. Ha iniciado foros para el diálogo ecuménico e interreligioso. Ha hecho inversiones sustanciales en medios de comunicación, finanzas y en clínicas de salud con fines de lucro. Se ha alabado el movimiento como una versión pacifista y moderna del Islam, y como una alternativa a otras escuelas más extremas del Islam como el Salafismo. Pero también ha sido acusado de tener una "ambición global, apocalíptica" y una "jerarquía sectaria".
Después que las investigaciones de corrupción en Turquía de 2013 a supuestas prácticas corruptas por varios burócratas, ministros, alcaldes y familiares de gobernantes del partido gobernante AKP de Turquía fueran descubiertas, el presidente Recep Tayyip Erdoğan culpó al movimiento de iniciar las investigaciones a raíz de una rotura en las relaciones amistosas que tenían previamente. Se consideraba que el grupo tenía influencia en las fuerzas de la policía turca y el poder judicial. El movimiento está acusado de atentar para derrocar el gobierno turco democráticamente elegido a través de un golpe judicial por el uso de las investigaciones de corrupción. El gobierno determinó que el movimiento es una amenaza a la seguridad nacional de Turquía y confiscaron al diario propiedad del grupo (Zaman—el diario con más circulación en Turquía antes de la expropiación) y varias compañías con vínculos con el grupo. Las investigaciones del grupo continúan haciendo varias acusaciones.
Durante el intento de golpe de Estado de Turquía en 2016, el presidente Erdoğan culpó al grupo del golpe y las autoridades arrestaron a miles de soldados y jueces. Más de diez mil trabajadores del ámbito de la educación fueron suspendidos y se retiraron las licencias de más de 20,000 profesores que trabajaban en instituciones privadas, aduciendo una supuesta afiliación a Gülen.
Gülen ha negado toda implicación en el intento de golpe de Estado. Binali Yildirim, el primer ministro turco, ya ha dicho que cualquier país que dé apoyo al clérigo se considerá desde ahora enemigo de Turquía y que, en consecuencia, entrará en guerra contra un país miembro de la OTAN.

## Descripción y afiliación
El movimiento ha sido caracterizado como una "mezcla moderada del Islam." Gülen y el Movimiento Gülen son amigos de la tecnología, trabajan con las estructuras actuales del mercado y el comercio y son usuarios expertos de las comunicaciones modernas y las relaciones públicas. En 2008, Gülen ha sido descrito como "la cara moderna de la tradición del Sufi Ottoman", quien tranquiliza sus seguidores, incluyendo a muchos miembros de la "clase media aspiracional de Turquía", diciéndoles que "pueden combinar las creencias nacionalistas de la república de Atatürk con una fe islámica tradicional pero flexible" y "tradiciones otomanas que habían sido caricaturizadas como teocráticas por Atatürk y sus herederos "kemalistas".